# Велика Чураковка
Велика Чурако́вка (каз. Большой Чураков) — село у складі Алтинсаринського району Костанайської області Казахстану. Адміністративний центр Великочураковського сільського округу.
Населення — 1443 особи (2021; 1647 у 2009, 2011 у 1999, 3167 у 1989).